# GSM 03.40
GSM 03.40 o 3GPP TS 23.040 és un estàndard de telefonia mòbil que descriu el format de les unitats de dades del protocol de transferència (TPDU) del protocol de transferència de missatges curts (SM-TP) utilitzat a les xarxes GSM per transportar missatges curts. Aquest format s'utilitza durant tota la transferència del missatge a la xarxa mòbil GSM. En canvi, els servidors d'aplicacions utilitzen diferents protocols, com el Short Message Peer-to-Peer o el Universal Computer Protocol, per intercanviar missatges entre ells i el Short Message Service Center (SMSC).
GSM 03.40 és el nom original de l'estàndard. Des de 1999 ha estat desenvolupat pel 3GPP sota el nom de 3GPP TS 23.040. Tanmateix, el nom original s'utilitza sovint per referir-se fins i tot al document 3GPP.

## Ús
Les TPDU GSM 03.40 s'utilitzen per transportar missatges entre l'estació mòbil (MS) i el centre de commutació mòbil (MSC) mitjançant el protocol de retransmissió de missatges curts (SM-RP), mentre que entre l'MSC i el centre de serveis de missatges curts (SMSC) Les TPDU es transporten com a paràmetre d'un paquet MAP (Mobile Application Part).
A les xarxes emergents que utilitzen el subsistema multimèdia IP (IMS), els missatges curts es transporten a l'ordre MESSAGE del protocol d'inici de sessió (SIP). Fins i tot en aquestes xarxes basades en IP existeix una opció que (per raons de compatibilitat) defineix la transferència de missatges curts en el format GSM 03.40 incrustat en 3GPP 24.011 com a Tipus de contingut: application/vnd.3gpp.sms.

## Tipus de TPDU
GSM 03.40 defineix sis tipus de missatges entre Mobile Station (MS) i SMS Center (SC), que es distingeixen per la direcció del missatge i els dos bits menys significatius en el primer octet del missatge SM-TP (el camp TP-MTI):
| TP-MTI | direcció | tipus de missatge   |
| ------ | -------- | ------------------- |
| 0 0    | MS → SC  | SMS-ENTREGA-INFORME |
| 0 0    | SC → MS  | SMS-LIVER           |
| 0 1    | MS → SC  | ENVIAR SMS          |
| 0 1    | SC → MS  | SMS-ENVIAR-INFORME  |
| 10     | MS → SC  | COMANDA SMS         |
| 10     | SC → MS  | SMS-INFORME D'ESTAT |
| 1 1    | cap      | Reservat            |

SMS-SUBMIT s'utilitza per enviar un missatge curt des d'un telèfon mòbil (Mobile Station, MS) a un centre de servei de missatges curts (SMSC, SC).
SMS-SUBMIT-REPORT és un reconeixement a l'SMS-SUBMIT; un èxit significa que el missatge s'ha emmagatzemat (emmagatzemat) a l'SMSC, un error significa que el missatge ha estat rebutjat per l'SMSC.